# 汐留媒體塔
汐留媒體塔（日语：汐留メディアタワー、しおどめメディアタワー）是位於日本東京都港區東新橋的一座摩天大樓。這座建築的1至23層是共同通信社的總部，25至34層是東京花園飯店。該建築在2003年獲得照明普及賞遊戲設施賞、第46屆BCS賞、2004年度第17屆日經新辦公室賞新辦公室推進賞。

## 概要
共同通信社在決定於汐留 Sio SiteE街區修建新總部大廈後，設置了「共同通信社新總部大廈・Annex建設工程」項目組。在比較了5家設計業者後，共同通信社於1999年4月12日決定採用鹿島建設的設計方案。之後芝公園飯店決定在該建築的高層部分開設該飯店的第一個姊妹飯店。汐留媒體塔開工於2000年10月24日，竣工於2003年7月17日。高層部分的東京花園飯店則開業於9月1日。
汐留媒體塔地下有4層，地上有34層。低層部分為適應其地處汐留中心地區路口的環境，設有和百合鷗號列車天井同樣高度的充滿開放感的中庭:138。中庭空間又有「新聞藝術」（ニュースアート）的別稱，對普通民眾開放，在提供最新新聞的同時，亦介紹通訊社的業務，並舉辦企劃展覽:135。辦公區中層部的6層通過中空構造和開放式樓梯連接，使新聞辦公區具有一體感:142。共同通信社辦公區的面積有30,925平方米，接近汐留媒體塔的半數。
汐留E街區的項目管理業務由三井不動產負責。該公司也參與了在汐留媒體塔之前竣工的汐留媒體塔Annex（汐留メディアタワー・アネックス，事業主是共同通信社，在2001年11月竣工）、凸版FORMS大廈（事業主是凸版FORMS，在2003年4月竣工）的建築配置計劃等管理。共同通信社在汐留媒體塔竣工後亦將物業管理業務交由三井不動產管理。

## 東京花園飯店
汐留媒體塔的25層至34層部分由東京花園飯店入駐。該飯店擁有東京都內規模最大的中庭:140。客房數共有270個，以「能體感日本美意識的時空間」為概念，31層的全部客房均在牆壁上直接繪有繪畫，令客房本身成為藝術作品的展示空間，並且在大廳、走廊等地常年展示藝術品。

## 外部連結
- 共同通信社 （页面存档备份，存于）
- 東京花園飯店 （页面存档备份，存于）